# St Michael’s Mount

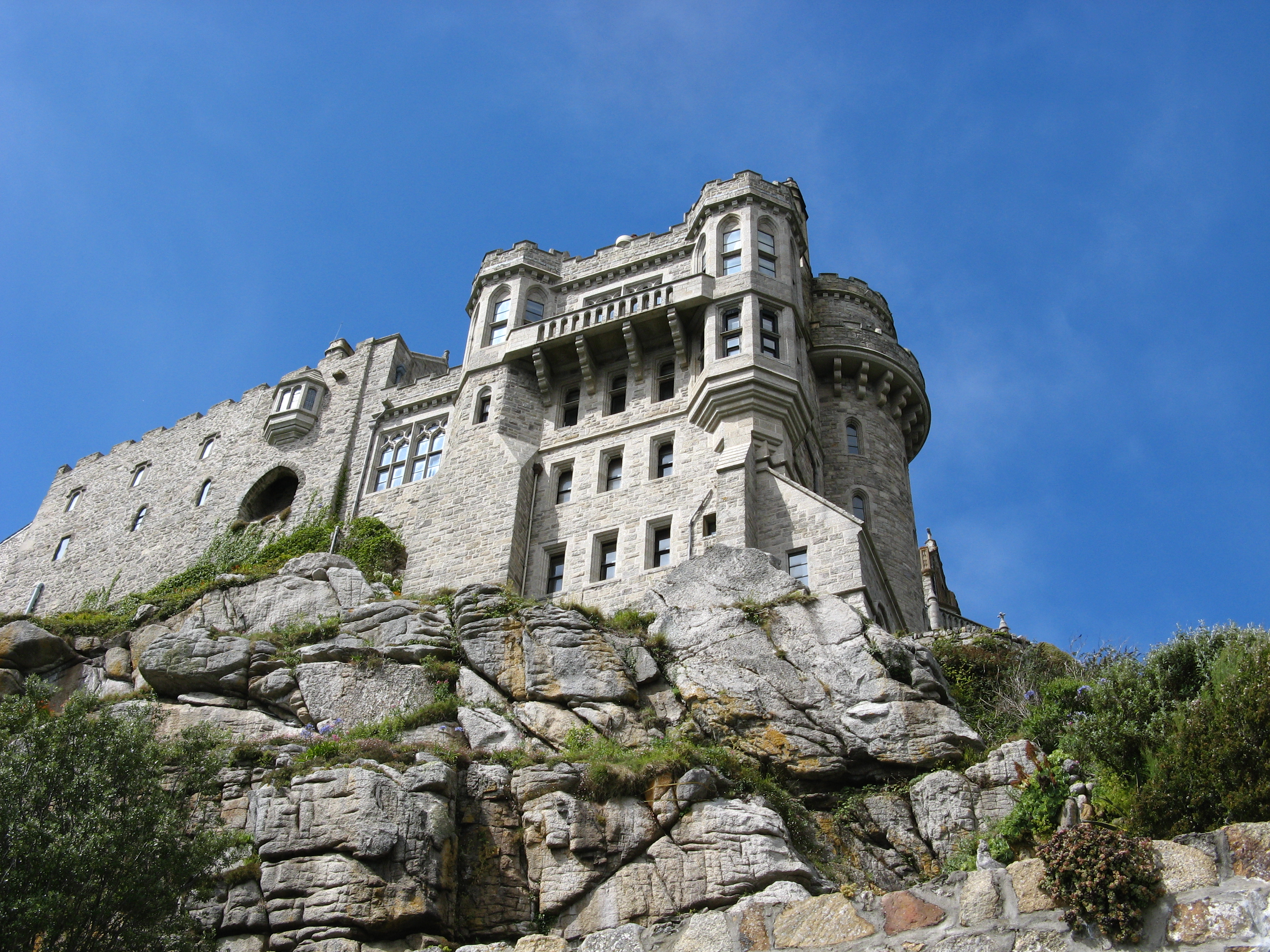
Slottet.

St Michael's Mount (Saint Michael's Mount) är en tidvattenö i sydvästra England som vid lågvatten förenas med fastlandet genom en vägbank. Den ligger i Mount's Bay  på Cornwalls sydkust, 400 km väster om London. På ön är ett medeltida slott beläget som är byggnadsminnesmärkt (klassificerat som "Grade I").